# Mir-Hosejn Musawi
Mir-Hosejn Musawi, pers. میرحسین موسوی (ur. 2 marca 1942 w Chamene) – irański polityk i architekt, premier Iranu w latach 1981–1989. Kandydat w wyborach prezydenckich w 2009.

## Życiorys
Mir-Hosejn Musawi urodził się Chamene w ostanie Azerbejdżan Wschodni w rodzinie kupca. Jest absolwentem architektury na Uniwersytecie Shahid Beheshti w Teheranie. Po ustanowieniu republiki islamskiej w Iranie był redaktorem gazety Dżomhuri-e Eslami (Republika Islamska), oficjalnego organu prasowego Partii Republiki Islamskiej.
Od 15 sierpnia 1981 do 15 grudnia 1981 zajmował stanowisko ministra spraw zagranicznych. Od 31 października 1981 do 3 sierpnia 1989 pełnił funkcję premiera Iranu, do czasu zmiany konstytucji i zniesienia tego urzędu. Za jego rządów przeprowadzano masowe egzekucje (cyt.za „Miasto kłamstw” Ramita Nawai)
Począwszy od lat 90. XX w. Mir-Hosejn Musawi wycofał się z życia politycznego. W 1997 odmówił wzięcia udziału w wyborach prezydenckich. Musawi był uważany za jednego z głównych potencjalnych kandydatów w wyborach prezydenckich w 2005, jednak w październiku 2004, po spotkaniu z liderami obozu reformatorskiego, ponownie zdecydował się nie wziąć w nich udziału.
Musawi obecnie zajmuje stanowisko dyrektora Irańskiej Akademii Sztuk oraz jest członkiem Najwyższej Rady Rewolucji Kulturalnej. Wchodzi również w skład Rady Rozeznania, celem której jest rozwiązywanie sporów konstytucyjnych między organami władzy oraz wprowadzanie poprawek do konstytucji.
9 marca 2009 Musawi ogłosił swój start w wyborach prezydenckich w czerwcu 2009. 16 marca 2009 były prezydent Iranu Mohammad Chatami wycofał się z wyścigu prezydenckiego i zadeklarował swoje poparcie dla Musawiego.